# مارتینا روزوچی
مارتینا روزوچی (انگلیسی: Martina Rosucci؛ زادهٔ ۹ مهٔ ۱۹۹۲) بازیکن فوتبال اهل ایتالیا است.
از باشگاه‌هایی که در آن بازی کرده‌است می‌توان به باشگاه فوتبال زنان یوونتوس اشاره کرد.
وی همچنین در تیم‌های ملی فوتبال Italy women's national under-17 football team, Italy women's national under-19 football team, Italy women's national under-20 football team، و زنان ایتالیا بازی کرده‌است.